# Andinosaura vespertina
Andinosaura vespertina — вид ящірок родини гімнофтальмових (Gymnophthalmidae). Ендемік Еквадору.

## Поширення та екологія
Andinosaura vespertina мешкають на західних схилах Еквадорських Анд, в провінції Асуай, Ель-Оро і Лоха. 
Вони живуть у вічнозелених гірських хмарних лісах, серед лісової підстилки та повалених дерев. Зустрічаються на висоті від 1760 до 1828 м над рівнем моря.

## Збереження
МСОП класифікує цей вид як вразливий. Andinosaura vespertina загрожує знищення природного середовища.